# مدرعات غليظة القدم
مدرعات غليظة القدم (الاسم العلمي: Dasypodinae) هي فُصيلة من الحيوانات تتبع فصيلة مدرعات طويلة الأنف من رتبة الحزاميات.

## أجناس
- مدرع غليظ القدم